# Hollywood vor Gericht
Hollywood vor Gericht (Originaltitel: Hollywood on Trial) ist ein US-amerikanischer Dokumentarfilm von David Helpern aus dem Jahr 1976.

## Inhalt
Der Film beleuchtet die Auswirkungen der McCarthy-Ära auf die Film- und Showindustrie. Interviews mit Geschädigten, die vor das Komitee für unamerikanische Umtriebe zitiert wurden, belegen das Ergebnis der Befragungen. Besondere Aufmerksamkeit legt der Film auf die Hollywood Ten, zehn Schauspieler, Drehbuchautoren und Regisseure, die sich geweigert hatten, vor dem Komitee auszusagen und dafür zu Haftstrafen verurteilt wurden.

## Produktion, Veröffentlichung
Interviewt wurden Walter Bernstein, Alvah Bessie, Lester Cole, Howard Da Silva, Edward Dmytryk, Will Geer, Millard Lampell, Ring Lardner Jr., Albert Maltz, Ben Margolis, Zero Mostel, Otto Preminger, Ronald Reagan, Martin Ritt, Dore Schary, Gale Sondergaard, Leo Townsend und Dalton Trumbo.
Hinzu kommen Archivaufnahmen mit Roy M. Cohn, Gary Cooper, Henry Daniell, Walt Disney, Louis B. Mayer und Adolphe Menjou. Auch Senator Joseph McCarthy und der spätere US-Präsident Richard Nixon kommen zu Wort.
Die Premiere des Films fand am 24. Mai 1976 bei den Internationalen Filmfestspielen von Cannes statt.

## Auszeichnungen
Beim Internationalen Filmfestival Mannheim-Heidelberg wurde David Helpern 1976 mit dem Interfilm Award ausgezeichnet.
1977 wurde der Film für den Oscar in der Kategorie „Bester Dokumentarfilm“ nominiert.